# Sphecodes breviclypeatus
Sphecodes breviclypeatus är en biart som beskrevs av Kazuhiko Tsuneki 1984. Sphecodes breviclypeatus ingår i släktet blodbin, och familjen vägbin. Inga underarter finns listade i Catalogue of Life.